# Protosticta linduensis
Protosticta linduensis – gatunek ważki z rodziny Platystictidae.